# Біла Гора (Вороняки)
Бі́ла Гора́ (Гора Маркіяна Шашкевича, або Підлисецька гора) — гора в північно-західній частині низькогірного пасма Вороняки. Розташована на півночі Золочівського району Львівської області, на схід від села Підлисся.
Вершина плоска з пологими схилами, лише західні та північно-західні схили відносно круті (спускаються до рівнини Малого Полісся). Гора частково вкрита лісом. Висота гори 372 м над рівнем моря.
Щорічно на Білій Горі 18 серпня Службою Божою вшановується пам'ять січових стрільців та воїнів ОУН-УПА, які загинули у цих теренах. Також у цей день концертом вшановують пам'ять видатного українського поета, отця Маркіяна Шашкевича.

## Цікаві факти
- На горі та її схилах розташована пам'ятка природи — «Підлиська гора або гора Маркіяна Шашкевича», площею 146,5 га.

- На 100–річчя письменника Маркіяна Шашкевича 1911 року на вершині гори споруджено хрест-пам'ятник.
- На горі встановлено також хрест Січових стрільців.